# Redemptor Hominis
Redemptor Hominis (en español: El Redentor del Hombre) es el nombre de la primera encíclica escrita por el papa Juan Pablo II. Con ella, marca una senda para su pontificado al explorar los problemas contemporáneos del hombre y proponer soluciones basadas en una más profunda comprensión del ser humano. La encíclica fue promulgada el domingo 4 de marzo de 1979, menos de 5 meses después de la inauguración de su pontificado.

## Resumen de la encíclica
Esta primera encíclica del papa San Juan Pablo II examina los principales problemas que atribulan al mundo en la actualidad. San Juan Pablo II comenzó su papado en medio de una crisis de duda y autocrítica al interior de la Iglesia católica. Se ocupa de aludir a esta crisis en el prólogo de la encíclica, manifestando su confianza en que el nuevo movimiento de la vida en la Iglesia es mucho más fuerte que los síntomas de la duda, separación y crisis.
Redemptor Hominis propone como solución a estos problemas un proceso de total comprensión y entendimiento de la persona, tanto de la persona humana como la de Cristo. En este sentido, esta primera encíclica hace hincapié, repetidas veces, en el auspicio del papa a la filosofía del personalismo; tendencia que mantendrá durante todo su papado.
La encíclica también prepara a la Iglesia para el inminente tercer milenio, llamando a los años que quedan del siglo XX como temporada del nuevo Adviento, temporada de expectativas, a manera de preparación para el nuevo milenio.

### La Humanidad en el misterio de la Redención
San Juan Pablo II señala las doctrinas centrales de la Encarnación y de la Redención como la mayor evidencia del amor de Dios por la Humanidad: El Hombre no puede vivir sin amor... ésta es la razón por la cual Cristo el Redentor se revela completamente al Hombre. Como respuesta a ello, cualquier ser humano, sin importar cuán débil esté, que desee entender plenamente su propia persona, debe "asimilar por entero la realidad de la Encarnación y la Redención con la finalidad de encontrarse a sí mismo".
Primera encíclica de San Juan Pablo II, nos propone a todos la única verdad que libera: hemos sido redimidos por Cristo, Él es lo definitivo, no hay que esperar que nada ni nadie, salvo a Él, que nos libere, y que es una suerte, una gracia, ser cristianos. La encíclica prepara a la Iglesia para el tercer milenio, llamando a los años que quedaban del siglo XX, (apareció el 4 de marzo de 1979) como una temporada de un nuevo Adviento, a manera de preparación para el siglo 21...

### Crítica a los gobiernos ateos
Sin nombrarlo explícitamente, Redemptor Hominis muestra la oposición de San Juan Pablo II al comunismo ateo, tal como se encuentra en su Polonia natal: "un ateísmo programado, organizado y estructurado como sistema político". San Juan Pablo II encuentra así al comunismo, en el plano filosófico, inherentemente inhumano. Citando las palabras de San Agustín Tú nos hiciste para ti, Señor, y nuestro corazón no descansará hasta descansar en ti, sostiene que la búsqueda del Hombre a Dios (a través de cualquier religión) es la principal medida de la Humanidad. Así, establece, sistemas como el comunismo, que desconoce ese aspecto esencial de la naturaleza humana están fundamentalmente dañados y son incapaces de satisfacer los más profundos deseos para la máxima expresión de la vida humana. Esto deja un sostén filosófico para las propias acciones exitosas confrontando el comunismo en el campo política incluyendo sus viajes.
Él denuncia, específicamente, gobiernos opuestos a la libertad religiosa, como un ataque a la dignidad inherente del hombre: " La limitación de la libertad religiosa de las personas y las comunidades no es sólo una experiencia dolorosa, es sobre todo un ataque a la dignidad misma del hombre."

### Mensaje misional y libertad religiosa
Adelantándose a su éxito notable muchos viajes de todo el mundo, San Juan Pablo insiste en la necesidad de hacer llegar el mensaje de Dios a "todas las culturas, todos los conceptos ideológicos, todas las personas de buena voluntad" con una correcta "actitud misionera." Esta actitud, insiste, debe comenzar con un buen sentido de "lo que está en el hombre", subrayando una vez más el tema personalista. Subraya que una adecuada expresión de la actitud misionera no es destructiva, más bien se inicia con la construcción de lo que ya existe.
San Juan Pablo II usa esto como una fundación a otro de los temas centrales de su papado: el de la libertad religiosa. Basándose en la declaración del Concilio Vaticano II en Dignitatis humanae(Declaración sobre la Libertad de Religión), el Papa San Juan Pablo II enseña que cualquier labor misionera de la Iglesia debe comenzar con una "profunda estima por el hombre, por su inteligencia, su voluntad, su conciencia y su libertad." El orador pasa a la Iglesia católica como la verdadera depositaria de la libertad humana. Destacando al mismo tiempo la Iglesia de otras religiones, este es un reproche implícito a los gobiernos comunistas que suprimen la libertad de culto.

### La unión de Cristo con cada persona
Continuando con el tema personalista, el Papa escribe que no es suficiente hablar de la unión de Cristo con el hombre como si fuera una unión impersonal de Cristo con la humanidad, entendida como una multitud indiferenciada: "No se trata del hombre «abstracto» sino real, del hombre «concreto», «histórico». Se trata de «cada» hombre..."
Por el contrario, insiste en que Cristo se acerca a cada persona singularmente. De ese modo, cada persona puede andar el camino de su propia vida, y alcanzar su pleno potencial, a partir de esa experiencia del amor de Cristo por ella en su singularidad. De la misma manera, la misión de la Iglesia debe también ser la de acercarse personalmente a todas y cada una de las personas: "Siendo pues este hombre el camino de la Iglesia, camino de su vida y experiencia cotidianas, de su misión y de su fatiga, la Iglesia de nuestro tiempo debe ser, de manera siempre nueva, consciente de la «situación» de él."

### Los miedos del Hombre
El Santo Padre escribe que algunos de los mayores miedos del hombre son resultado de sus propias creaciones: el daño ecológico causado por una explotación indiscriminada de la Tierra, y el miedo que produce el continuamente creciente poder militar, que trae consigo la amenaza de una destrucción global, "una inimaginable autodestrucción, comparados con la cual todos los cataclismos y catástrofes de la historia parecen desvanecerse".
San Juan Pablo II señala que aunque la creación de nuevos materiales y avances tecnológicos representen auténticas señales de la grandeza del hombre, también provocan una pregunta inquietante: "¿este proceso, en el cual el hombre es su creador y promovedor, hace la vida humana en la tierra <<más humana>> en cada aspecto?. Sin embargo, el verdadero sentido del bien es el efecto que produce en la persona humana, no justamente un mero logro y acumulación. La encíclica se propone a enseñar que, aun cuando esto sea lo contrario a su intención inicial, cualquier sistema puramente materialístico que ignora a la persona humana, finalizará condenando al hombre a ser esclavo de su propia producción.  
Otro tema muy aludido, al cual el Papa dio mucha importancia, fue la denuncia del imbalance de los recursos económicos. San Juan Pablo II incita a tener en cuenta a la pobreza. Una vez más, enfatiza que la clave para disminuirla es incrementando la responsabilidad moral desde el mayor entendimiento de la dignidad del ser humano, como lo enseñó el mismo Señor Jesucristo, en su descripción del "Juicio Final", en la capilla de Mateos.

### La misión de la Iglesia como Madre y Maestra
Anticipándose a un tema que él se desarrollaría mucho más detenidamente en su esplendor de 1993 encíclica Veritatis, San Juan Pablo II hace hincapié en la responsabilidad de la iglesia en su misión profética para enseñar la verdad al mundo. Él también indica la importancia de la catequesis: enseñanza de la doctrina de la fe — que encuentra la fruta en su papado, más notablemente en su promulgación del Catecismo de la Iglesia Católica.

### Los sacramentos de la Eucaristía y de la Penitencia
La encíclica llega a sus finales secciones con una sección sobre la Eucaristía, otro tema que marcaría el papado de San Juan Pablo II. Subrayando que "la Eucaristía es el centro y Cumbre de toda la vida sacramental", Juan Pablo subraya la familiar tema Católica de la Unión personal con Cristo trajo tan íntimamente a través de la realidad de la persona de Cristo que se ofrece en a persona a través de la Eucaristía.
Juan Pablo también trae el tema personalista en su manera de responder a una controversia de la Iglesia de post-Vaticano II: la cuestión de la penitencia comunal. En algunos casos, el Sacramento de la penitencia, al tiempo que se ofreció a grupos de personas juntas, sin confesión individual. Juan Pablo insiste contra esa confesión como un individuo es "hombre derecho a un encuentro más personal con Cristo crucificado indulgente".

### María
Iniciando un patrón que regirá toda su escritura encíclica, San Juan Pablo II se enfoca en la Virgen María en la sección final. En particular, invita a la Iglesia (es decir, todos los fieles católicos) a tomar a María como madre y modelo a seguir en pro de la felicidad del mundo.